# Musa Isah
Musa Isah (né le 26 août 2000) est un athlète bahreïnien.

## Palmarès
| Date | Compétition                     | Lieu    | Résultat | Épreuve       | Temps         |
| ---- | ------------------------------- | ------- | -------- | ------------- | ------------- |
| 2018 | Jeux asiatiques                 | Jakarta | 5e       | 4 × 400 m     | 3 min 3 s 97  |
| 2019 | Championnats d'Asie             | Doha    | 1re      | 4 x 400 m     | 3 min 15 s 75 |
| 2019 | Championnats du monde           | Doha    | 3e       | 4 x 400 mixte | 3 min 11 s 82 |
| 2022 | Jeux de la solidarité islamique | Konya   | 1er      | 4 x 400 mixte | 3 min 17 s 40 |
| 2023 | Jeux panarabes                  | Konya   | 3e       | 400 m         | 45 s 85       |